# Gedenkteken W.A. Froger
Het Gedenkteken W.A. Froger is een gedenkteken  ter ere van ingenieur Willem Anthonie Froger, een van de mannen achter de aanleg van het Noordzeekanaal.

Froger was erbij betrokken toen hij nog beroepsmilitair was bij de genie. Hij overleed als zelfstandig architect 1883, waarbij men dan een herinneringsteken zou verwachten voor zijn bijdrage aan het kanaal. Dat zou er echter niet komen. In 1951 stond gemeente Amsterdam stil bij het 75-jarig bestaan van het kanaal en zou hem dan vernoemen in een weg langs Zijkanaal F (van het Noordzeekanaal) in het Westelijk Havengebied. Het gedenkteken van ongeveer 8000 gulden kwam te staan in een plantsoentje langs de Nieuwe Hemweg, Spaarndammerdijk. Het werd een eenvoudig gedenkteken bestaande uit gestapelde natuursteenblokken. Er zou volgens het Algemeen Handelsblad van 14 mei 1952 een bronzen plaquette (het werd een stenen) aan opgehangen worden met de tekst: 
Ter nagedachtenis aan Willem Anthonie Froger (1812-1883), die Amsterdam een nieuwe weg naar de zee bracht.
Na plaatsing begon het in verband met de (her-)ontwikkeling van het havengebied aan een zwervend bestaan. In 1955 stond het op genoemde plek; het zou later (jaren negentig) op de Oostelijke Handelskade komen. Men wist niet goed wat men er mee aan moest, zodat het uiteindelijk op een werkwerf terecht kwam in het Flevopark. Daar was het zijn leven ook niet zeker, want die werkplaats sloot. Toen dat wegtrok zette de gemeente het gedenkteken weer overeind; het staat in 2025 in de zuidoosthoek van dat park, geheel omsloten door onkruid en bomen. De plaquette is dan verschoven van het midden naar de sokkel. De W.A. Frogerweg bestaat dan al jaren niet meer; in 2017 kreeg Amsterdam wel de Frogerstraat, in Amsterdam Nieuw-West aan de andere kant van de stad.